# Saint-Quirin
Saint-Quirin – miejscowość i gmina we Francji, w regionie Grand Est, w departamencie Mozela.
Według danych na rok 1990 gminę zamieszkiwały 904 osoby, a gęstość zaludnienia wynosiła 17 osób/km² (wśród 2335 gmin Lotaryngii Saint-Quirin plasuje się na 398. miejscu pod względem liczby ludności, natomiast pod względem powierzchni na miejscu 7.).